# Грігол Мгалоблішвілі
Грігол (Григорій) Зурабович Мгалоблішвілі (груз. გრიგოლ ზურაბის ძე მგალობლიშვილი; нар. 7 жовтня 1973, Тбілісі, Грузинська РСР, СРСР) — державний діяч Грузії.

## Біографія
У 1995 році закінчив Тбіліський державний університет за спеціальністю «Мови країн Сходу». Навчався також на факультеті дипломатичних відносин Оксфордського університету. З 1996 року — на дипломатичній роботі.
Співробітник апарату міністерства закордонних справ Грузії в 1996–1998, 2002–2004. Працівник посольства Грузії в Туреччині у 1998–2002. У 2004 році призначений послом Грузії в Туреччині, а з 2006 року, після реорганізації дипмісій, одночасно є послом в Албанії і Боснії і Герцеговині.
Займав пост прем'єр-міністра Грузії в недовгий період з листопада 2008 по січень 2009.
В кінці грудня 2008 року, за повідомленням низки ЗМІ, між Мгалоблішвілі і президентом Саакашвілі відбулася сварка, в результаті якої Саакашвілі навіть вдарив прем'єр-міністра і кинув у нього телефоном. Причини інциденту не розголошуються. Як повідомляється, вже тоді Мгалоблішвілі збирався подати у відставку, але президент не прийняв її. Відставка відбулася 30 січня 2009 року.
Незабаром після відставки продовжив дипломатичну кар'єру. 26 червня 2009 затверджено грузинським парламентом на посаді Постійного представника Грузії при НАТО.